# Nihonotrypaea harmandi
Nihonotrypaea harmandi is een tienpotigensoort uit de familie van de Callianassidae. De wetenschappelijke naam van de soort is voor het eerst geldig gepubliceerd in 1901 door Bouvier.